# Impressioni dell'America
Impressioni dell'America (Impressions of America) è un saggio di Oscar Wilde di pubblicazione postuma.

## Storia
Venendo da una recente conferenza negli Stati Uniti d'America dove cercò di portare il suo senso dell'estetismo, di divulgare il suo pensiero su mille argomenti, ebbe dopo un po' di tempo un'altra offerta simile: un giro di conferenze questa volta da organizzare nella Gran Bretagna. A tal punto nacque fra i vari temi su cui poteva discutere in questi incontri una sua idea: parlare delle impressioni che aveva avuto dell'America. Infatti Wilde era molto divertito da tutte le stranezze americane e le vicissitudini che ebbe in quel luogo, alla fine fu un trattato quasi comico. In seguito al suo giro di conferenze alla fine quel tema venne pubblicato.

## Temi trattati
L'opera, anche se a tratti confusa parlava di Ruskin e di come James McNeill Whistler nella pratica gli fosse superiore, esortava senza mezzi termini a chi lo ascoltasse di conoscere tutto sulla propria epoca, in quella in cui si vive così si poteva meglio ignorarla. Inoltre aggiunse l'inutilità dello studio della storia dell'arte in quanto tutto è arte, non vi può essere una sorta di storia del messaggio ma solo il messaggio stesso, ponendo ad esempio proprio un quadro di Whistler (magari vedendolo capovolto).

## Critica
Al momento della conferenza da cui fu tratto poi il saggio la critica di pubblico e della stampa dell'epoca fu molto positiva.